# Barranc de la Font de Jaumet
El barranc de la Font de Jaumet és un barranc afluent de la Noguera Pallaresa. Discorre íntegrament pel terme de Conca de Dalt, al Pallars Jussà, però neix a l'antic terme d'Hortoneda de la Conca, i després davalla cap a l'antic municipi de Claverol.
Es forma a 925 m. alt. a la carena del Claverol, des d'on davalla cap al nord-est fins que s'aboca en el barranc de Santa al cap de poc estona de recorregut.